# Transformers: Bại binh phục hận
Transformers: Bại binh phục hận (tựa gốc tiếng Anh: Transformers: Revenge of the Fallen) là một phim hành động khoa học viễn tưởng của Mỹ năm 2009 dựa trên dòng đồ chơi Transformers của Hasbro. Nó là phần tiếp theo của Transformers (2007) và phần thứ hai trong loạt phim live-action Transformers. Bộ phim được đạo diễn bởi Michael Bay và được viết kịch bản bởi Ehren Kruger, Roberto Orci, và Alex Kurtzman. Diễn ra hai năm sau phần phim trước, câu chuyện xoay quanh Optimus Prime (lồng tiếng bởi Peter Cullen), thủ lĩnh của phe Autobot, và Sam Witwicky (Shia LaBeouf) , người bị bắt một lần nữa trong cuộc chiến giữa Autobot và Decepticon, dẫn đầu bởi Megatron (lồng tiếng bởi Hugo Weaving). Sam bắt đầu có những hình ảnh kỳ lạ về các biểu tượng của Cybertronian, và đang bị săn đuổi bởi các Decepticon theo lệnh của một Decepticon cổ đại tên là the Fallen (do Tony Todd lồng tiếng), người đang tìm cách lấy trả thù Trái đất bằng cách tìm và kích hoạt một cỗ máy cung cấp nguồn Energon cho Decepticons, phá hủy Mặt trời và tất cả sự sống trên Trái đất trong quá trình này.
Với thời hạn bị đe dọa bởi các cuộc đình công có thể xảy ra của Directors Guild of America và Nghiệp đoàn Diễn viên Màn ảnh, Bay đã cố gắng hoàn thành quá trình sản xuất đúng thời hạn với sự trợ giúp của hình dung trước và kịch bản. Việc quay phim diễn ra từ tháng 5 đến tháng 9 năm 2008, với các địa điểm ở Ai Cập, Jordan, Pennsylvania, New Jersey, và California, cũng như căn cứ không quân ở New Mexico và Arizona. Đây là bộ phim cuối cùng trong series có sự tham gia của Megan Fox.
Transformers: Revenge of the Fallen công chiếu vào ngày 8 tháng 6 năm 2009 tại Tokyo và được phát hành vào ngày 24 tháng 6 tại Hoa Kỳ. Bộ phim nhận được đánh giá chung tiêu cực từ các nhà phê bình; sự đồng thuận của Rotten Tomatoes gọi nó là "ồn ào, thiếu âm mưu và quá dài". Phim đã giành được ba Giải Mâm xôi vàng tại lễ Giải Mâm xôi vàng lần thứ 30 và trở thành bộ phim có doanh thu cao nhất giành được giải Phim dở nhất. Tuy nhiên, bộ phim đã vượt qua tổng doanh thu phòng vé toàn cầu của người tiền nhiệm với 836,3 triệu USD, khiến nó trở thành phim có doanh thu cao thứ tư năm 2009. Nó đã được đề cử cho Giải Oscar cho hòa âm xuất sắc nhất, tại Giải Oscar lần thứ 82. Với hơn 11 triệu doanh số phương tiện truyền thông gia đình trong năm 2009, nó cũng là phim bán chạy nhất trong năm tại Hoa Kỳ. Revenge of the Fallen cũng là bộ phim Transformers cuối cùng được đồng phát hành bởi DreamWorks Pictures, để lại Paramount Pictures là nhà phát hành duy nhất các bộ phim trong tương lai của hãng, bắt đầu từ Transformers: Dark of the Moon năm 2011.

## Nội dung
Vào năm 17.000 trước Công nguyên, các Prime (những Cybertronian cầm quyền cao nhất) thu thập năng lượng của họ, Energon, từ máy thu hoạch mặt trời, cỗ máy tiêu thụ các ngôi sao để khai thác năng lượng của chúng. Các Prime có một quy tắc thiêng liêng là không bao giờ làm cạn kiệt một ngôi sao duy trì sự sống. Tuy nhiên, một Prime đã vi phạm quy tắc này bằng cách xây dựng một máy thu hoạch mặt trời trên Trái Đất, do đó hắn đã bị sáu Prime khác đánh bại và trở thành "The Fallen", Decepticon ban đầu.
Năm 2009, hai năm sau trận chiến Mission City, nhóm Autobot và con người đã hình thành NEST (Hiệp ước về loài ngoài trái đất phi sinh học), một lực lượng đặc nhiệm chung quốc tế được phân loại để loại bỏ các Decepticon còn lại. Hai trong số chúng, Sideways và Demolishor, bị đánh bại ở Thượng Hải, nhưng sau đó tuyên bố "Fallen sẽ trỗi dậy trở lại." trước khi bị giết. Trong khi đó, Decepticon Soundwave hack một vệ tinh quân sự. Decepticons đánh cắp mảnh vỡ AllSpark cuối cùng được biết đến từ căn cứ Hải quân Hoa Kỳ ở Diego Garcia và sử dụng nó để hồi sinh Megatron trong khi giết một người trong số họ để cung cấp các bộ phận cho cơ thể bị hư hại của hắn. Fallen gửi Megatron và chỉ huy thứ hai của hắn, Starscream, để bắt sống Sam Witwicky và giết Optimus.
Sam, hiện đang là sinh viên đại học, đã nhìn thấy các biểu tượng Cybertronian kể từ khi cầm một mảnh AllSpark nhỏ hơn; Megatron tin rằng các biểu tượng sẽ dẫn Decepticons đến một nguồn Energon mới. Mảnh vỡ làm cho nhiều thiết bị nhà bếp trở nên có sức sống, chúng cố gắng giết Sam và cha mẹ anh nhưng Bumblebee giải cứu họ. Sam đưa mảnh vỡ cho bạn gái của mình Mikaela Banes, người sau đó đã bắt được Decepticon Wheelie khi hắn cố gắng đánh cắp nó. Sau khi bị tấn công bởi Alice, một Decepticon Pretender giả làm sinh viên đại học, Sam, bạn cùng phòng Leo và Mikaela bị bắt bởi Decepticon Grindor trước khi nhóm Autobot cứu họ. Megatron sau đó giết Optimus trong khi ông bảo vệ Sam, và các Decepticon phát động các cuộc tấn công tàn khốc trên khắp thế giới, trong khi Megatron và Soundwave chiếm quyền điều khiển hệ thống viễn thông của Trái Đất, cho phép Fallen gửi một thông điệp đến loài người, yêu cầu giao nộp Sam cho hắn.
Sam, Mikaela và Leo sau đó tìm chuyên gia về người ngoài hành tinh và cựu đặc vụ Sector Seven, Seymour Simmons, người đã tiết lộ về Transformers đã cập bến Trái Đất từ rất lâu trước đây và cổ xưa nhất, được gọi là các Seeker, vẫn còn ẩn trên trái đất. Với sự giúp đỡ từ Wheelie, họ lần ra một Decepticon lớn tuổi đã trở thành Autobot Seeker tên là Jetfire tại Bảo tàng Hàng không và Vũ trụ Quốc gia Smithsonian. Họ sử dụng mảnh vỡ của mình để hồi sinh Jetfire, người đã dịch chuyển cả nhóm đến Ai Cập. Cùng với Jetfire, Wheelie đứng về phía các Autobot, và Jetfire cử họ đi tìm Ma trận lãnh đạo, chìa khóa của máy gặt mặt trời, cũng có thể được sử dụng để hồi sinh Optimus. Cả nhóm tìm thấy Ma trận, người mà các Nguyên tố đã hy sinh để ẩn náu, trong Aqaba, nhưng nó đã tan thành cát bụi.
Trong khi đó, lực lượng NEST và nhóm Autobot hạ cánh gần Quần thể kim tự tháp Giza và bị tấn công bởi phe Decepticon. Các Constructicon kết hợp để tạo thành Devastator, kẻ khám phá ra máy thu hoạch mặt trời ẩn bên trong một kim tự tháp trước khi bị tiêu diệt. Phần lớn các Decepticon bị tiêu diệt, chủ yếu là với nhiều đợt không kích từ Hải quân và Không quân Hoa Kỳ, nhưng Megatron đã giết được Sam. Các Prime nói chuyện với Sam, nói rằng Ma trận phải kiếm được chứ không phải được tìm thấy và anh có quyền chịu đựng nó bằng cách hy sinh bản thân vì Optimus. Họ hồi sinh Sam và đưa cho anh Ma trận, thứ mà anh sử dụng để hồi sinh Optimus. Fallen đánh cắp Ma trận từ một Optimus suy yếu và sử dụng nó để kích hoạt máy thu hoạch mặt trời. Sau khi Jetfire bị thương hy sinh bản thân để các bộ phận của ông được sử dụng để có thêm sức mạnh và khả năng bay, Optimus đã phá hủy máy thu hoạch và giết chết Fallen. Bị tổn thương nặng và quẫn trí trước cái chết của chủ nhân, Megatron rút lui cùng với Starscream. Các Autobot và đồng minh của họ sau đó quay trở lại Hoa Kỳ, còn Sam và Leo trở lại trường đại học.

## Diễn viên

### Lồng tiếng

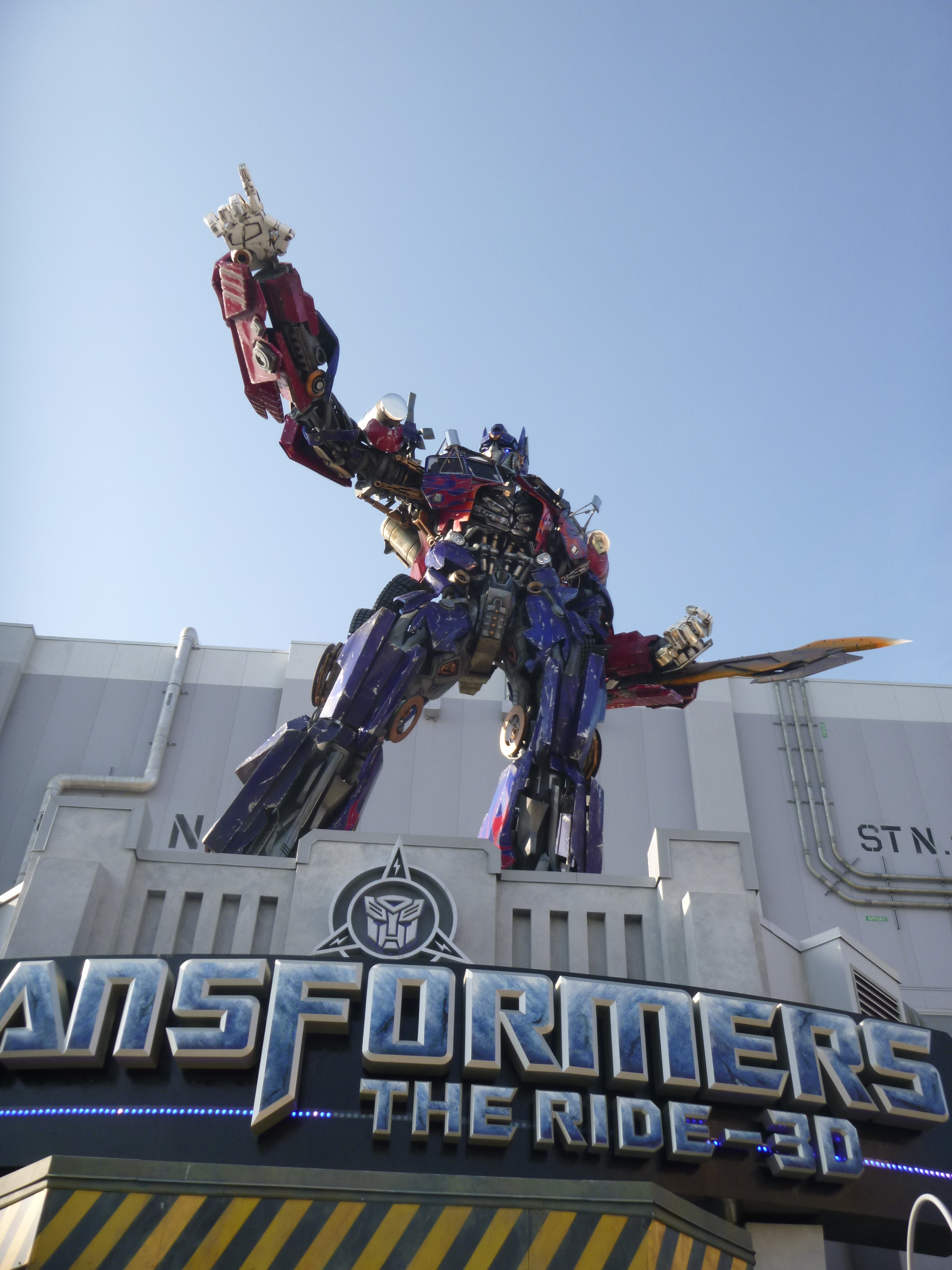
Một bức tượng của Optimus Prime tại Universal Studios Florida

- Peter Cullen trong vai Optimus Prime: Thủ lĩnh của phe Autobot, người đã biến thành một chiếc xe tải sơ mi rơ mooc Peterbilt 379 màu xanh và đỏ năm 1994.
- Hugo Weaving trong vai Megatron: Người học việc của Fallen và là thủ lĩnh của phe Decepticon, người đã biến thành một chiếc xe tăng Cybertronian có khả năng bay.
- Tony Todd trong vai The Fallen: Một Prime là người đầu tiên và là người sáng lập phe Decepticon, đồng thời là chủ nhân của Megatron. Anh ta biến thành một tàu khu trục Cybertronian.
- Mark Ryan trong vai Jetfire: Một cựu Người tìm kiếm Decepticon đổi sang phe Autobot, người biến thành một chiếc SR-71 Blackbird.
- Jess Harnell trong vai Ironhide: Chuyên gia vũ khí Autobot và chỉ huy thứ hai mới của Optimus, người biến thành một chiếc GMC Topkick C4500 2009 màu đen.
- Robert Foxworth trong vai Ratchet: Nhân viên y tế Autobot biến thành xe cứu thương tìm kiếm cứu nạn Hummer H2 màu vàng năm 2009.
- Charlie Adler trong vai Starscream: Chỉ huy thứ hai của Megatron, người biến thành một chiếc Lockheed Martin F-22 Raptor.
- Frank Welker[b] trong vai:
  - Soundwave: Nhân viên liên lạc của Decepticon biến thành vệ tinh Cybertronian. Hắn chỉ được nhìn thấy quay quanh Trái Đất trong bộ phim này.
  - Reedman: Một Decepticon mỏng như dao cạo bao gồm hàng nghìn Decepticon nhỏ giống như hạt cườm.
  - Devastator: Một Decepticon khổng lồ là sự kết hợp của chín phương tiện xây dựng. Trong truyền thuyết Transformers, những phương tiện này có nghĩa là các Decepticon riêng lẻ được gọi là các Constructicon. Nghệ thuật ý tưởng thậm chí còn được tạo ra để các hình dạng người máy của chúng xuất hiện trong phim, nhưng hầu hết chúng (ngoại trừ Demolishor và Rampage) cuối cùng không được sử dụng, chỉ được đưa vào dòng đồ chơi liên quan của bộ phim.
Các phương tiện tạo nên Devastator là:
    - Xe trộn bê tông Mack màu đen và bạc (đầu của Devastator, ban đầu là một Constructicon tên là Mixmaster)
    - Một máy xúc lật Caterpillar 992G màu vàng (cánh tay phải, ban đầu là Constructicon được gọi là Scrapper)
    - Một máy xúc bánh xích Volvo EC700C màu vàng được trang bị phụ kiện Stanley UP 45SV (tay trái, ban đầu là Constructicon có tên là Scrapmetal)
    - Một xe ben Caterpillar 773B xanh lá (chân phải, ban đầu là Constructicon có tên là Long Haul)
    - Một máy đào Terex O&K RH 400 đỏ và trắng, như Demolishor (thân, ban đầu là Constructicon có tên là Scavenger)
    - Một cần cẩu bánh xích Kobelco CKE2500 II màu vàng (cánh tay trái, ban đầu là một Constructicon tên là Hightower)
    - Một xe ben khớp nối KW Dart D4661 Tractor Truck màu đỏ (thân dưới, ban đầu là một Constructicon có tên là Overload)
    - Một Máy ủi Caterpillar D9T màu vàng, like Rampage (left leg)
- André Sogliuzzo trong vai Sideswipe: Người hướng dẫn chiến đấu Autobot biến thành một chiếc xe concept Chevrolet Corvette Stingray 2009 màu bạc.
- Tom Kenny trong vai:
  - Wheelie: Một cựu điệp viên Decepticon, sau này trở thành Autobot, người biến thành một món đồ chơi điều khiển bằng sóng vô tuyến màu xanh lam xe tải quái vật.
  - Skids: Một kẻ xâm nhập Autobot và là anh em song sinh của Mudflap biến thành một chiếc Chevrolet Beat 2007 màu xanh lá.
- Reno Wilson trong vai Mudflap: Một kẻ xâm nhập Autobot và anh em song sinh của Skids biến thành một chiếc Chevrolet Trax 2007 màu đỏ.
- Grey DeLisle trong vai Arcee: Một Autobot nữ biến thành một chiếc Ducati 848 màu hồng .[c]
- Calvin Wimmer trong vai Demolishor (được ghi là "Wheelbot"): Một Constructicon khổng lồ biến thành máy đào Terex O&K RH 400 màu đỏ và trắng.
- John DiCrosta trong vai Scalpel (được ghi là "Doctor"): Một Decepticon giống nhện biến thành kính hiển vi.
- Michael York trong vai Prime #1: Một trong bảy Prime.
- Kevin Michael Richardson trong vai:
  - Prime #2: Một trong bảy Prime.
  - Rampage (được ghi là Skipjack): Một Constructicon biến thành máy ủi Caterpillar D9T màu đỏ.
- Robin Atkin Downes trong vai Prime #3: Một trong bảy Prime

### Các nhân vật không nói
- Bumblebee: Một trinh sát Autobot và người giám hộ của Sam biến thành chiếc Chevrolet Camaro 2009 màu vàng và đen.
- Jolt: Một kỹ thuật viên Autobot biến thành chiếc Chevrolet Volt 2009 màu xanh lam.
- Sideways: Một đặc vụ giám sát Decepticon biến thành một chiếc Audi R8 2009 màu bạc; hắn ta trốn ở Thượng Hải cùng với Demolishor.
- Scorponok: Một Decepticon giống bọ cạp từng là tay sai của Blackout trong phần phim trước.
- Ravage: Một con thú Decepticon giống con báo một mắt được Soundwave gửi xuống để đánh cắp tia lửa từ NEST HQ nhằm hồi sinh Megatron. Nó biến thành một tên lửa Cybertronian.

### Người đóng
- Shia LaBeouf trong vai Sam Witwicky: Một học sinh mới tốt nghiệp trung học vô tình bị lôi kéo trở lại vào Autobot với mục đích làm sáng tỏ một bí ẩn cổ xưa được cấy vào tâm trí anh ta bởi Allspark hiện đã bị phá hủy.
- Megan Fox trong vai Mikaela Banes: Bạn gái của Sam, người mà anh tin tưởng khi các mảnh vỡ của Allspark bắt đầu sáng tỏ.
- Josh Duhamel trong vai Thiếu tá William Lennox: Một kiểm lâm quân đội Hoa Kỳ người thành lập NEST để giúp Autobots trong trận chiến chống lại các Decepticon còn lại.
- Tyrese Gibson trong vai Robert Epps: Một Thượng sĩ Không quân Hoa Kỳ và Người điều khiển Chiến đấu trong đội của Lennox, người lãnh đạo đơn vị SWAT của NEST.
- John Turturro trong vai Seymour Simmons: Một cựu đặc vụ của Khu vực 7 vừa bị chấm dứt hiện đang điều hành một cửa hàng bán thịt ở Thành phố New York cùng với mẹ của mình, Tova Simmons.
- Ramon Rodriguez trong vai Leo Spitz: Bạn cùng phòng thời đại học của Sam, người điều hành một blog âm mưu trực tuyến và bị ám ảnh bởi Transformers. Trước khi Rodríguez được chọn, Jonah Hill đã đàm phán để đóng vai này nhưng Seth Rogen khuyên anh nên từ chối để tập trung vào các dự án của riêng mình. Hill đã chọn làm Night at the Museum: Battle of the Smithsonian thay thế.[6][7]
- Kevin Dunn trong vai Ron Witwicky: Cha của Sam.
- Julie White trong vai Judith Witwicky: Mẹ của Sam.
- Isabel Lucas trong vai Alice: Một nữ pretender được cử đến để theo dõi Sam ở trường đại học.
- John Benjamin Hickey trong vai Theodore Galloway: Một cố vấn an ninh quốc gia, người thường trừng phạt NEST và phe Autobot vì các chiến thuật phá hoại của họ.
- Glenn Morshower trong vai General Morshower: Người giám sát của NEST.
- Matthew Marsden trong vai Graham: Một sỹ quan NEST của Lục quân Anh .
- Rainn Wilson trong vai Giáo sư R.A. Colan: Giáo viên thiên văn của Sam và Leo.
- Michael Papajohn trong vai Colin "Cal" Banes: Cha của Mikaela.